# Inglês da Irlanda
O dialeto Inglês irlandês, também conhecido hiberno-inglês, inglês irlandês ou inglês da Irlanda, é um dialeto da língua inglesa falado no leste da Irlanda.

## História
A língua inglesa foi introduzida na Irlanda pela colonização normanda do país. Naquela época, o irlandês predominava na maioria das regiões da República irlandesa. Hoje em dia, a língua inglesa é a língua nativa e mais usada pela maioria do povo irlandês.

## Descrição
Possui gramática e pronúncia próprias, e é falado como uma segunda língua no interior da Irlanda.